# 圣维森特-费里尔 (伯南布哥州)
圣维森特-费里尔是巴西伯南布哥州的一个市镇。总面积110平方公里，总人口16944人，人口密度154人/平方公里。